# Конні Нільсен
Конні Інге-Лізі Нільсен, дан. Connie Inge-Lise Nielsen ( 3 липня 1965, Фредеріксхавн) — данська акторка.

## Біографія
Народилася 3 липня 1965 року в місті Фредеріксхавн (область Північна Ютландія, Данія). Батько був водієм автобуса, мати працювала в галузі страхування.
Виховувалася як членкиня Церкви Ісуса Христа Святих останніх днів, є мормонкою.
Свою акторську кар'єру розпочала, працюючи разом із матір'ю на місцевій ревю та вар'єте сцені. У 18 років вона поїхала до Парижа, Франція, де працювала актрисою та моделлю, що привело до подальшої роботи та навчання в Італії - у драматичній школі в Римі та на майстер-класах у Лідії Стікс, викладачки Piccolo Teatro di Milano в Мілані.
1984-го у 19 років дебютувала в кіно у французькому фільмі «Par Où T'es Rentré? On T'a Pas Vu Sortir», у 1988 році — в італійському телевізійному мінісеріалі «Colletti Bianchi». У 1993 році знялася в американському телевізійному фільмі «Вояж», де її помітили критики. У 1996 році переїхала до США і продовжила заняття акторською майстерністю. 1997 року знялася у своєму першому англомовному повнометражному фільмі «Адвокат диявола». Широку популярність акторка здобула 2000 року — після ролі Луцілли в оскароносному фільмі Рідлі Скоттв «Гладіатор» і Террі Фішер у науково-фантастичній стрічці режисера Брайана Де Пальми «Місія на Марс». З цього часу Нільсен знімалася у головних ролях в американських фільмах «Фото за годину» (2002), «Загнаний» (2003) і «База «Клейтон» (2003).

## Особисте життя
З 2004 по 2012 рік Нільсен зустрічалася з барабанщиком Metallica і своїм співвітчизником-данцем Ларсом Ульріхом. У них є спільний син. У Нільсен є син Себастьян від попереднього шлюбу; а в Ульріха є два сини - Майлз і Лейн, також від попереднього шлюбу.
Нільсен - поліглотка, вільно володіє рідною данською, англійською, французькою, німецькою, італійською, норвезькою та шведською мовами. Також знає трохи іспанську.

## Фільмографія
| Рік       |     | Українська назва                                      | Оригінальна назва                        | Роль                 |
| --------- | --- | ----------------------------------------------------- | ---------------------------------------- | -------------------- |
| 1984      | ф   | З якого боку ви увійшли? Ми не бачили, як ви виходили | Par Où T’es Rentré? On T'a Pas Vu Sortir | Єва                  |
| 1988      | с   | Білі комірці                                          | Colletti bianchi                         | Марилу               |
| 1991      | ф   | Різдвяні канікули '91                                 | Vacanze di Natale '91                    | Брунільда / Ванесса  |
| 1993      | тф  | Подорож                                               | Voyage                                   | Ронні Фріланд        |
| 1994      | тф  | Справжній рай                                         | Le paradis absolument                    | Сара                 |
| 1994      | с   | Окаванго                                              | Okavango: The Wild Frontier              | Лена                 |
| 1997      | ф   | Адвокат Диявола                                       | The Devils Advocate                      | Кристабелла Андреолі |
| 1998      | ф   | Вічна північ                                          | Permanent Midnight                       | Дагмар               |
| 1998      | ф   | Академія Рашмор                                       | Rushmore                                 | місіс Келлоуей       |
| 1998      | ф   | Солдат                                                | Soldier                                  | Сандра               |
| 2000      | ф   | Невинні                                               | Dark Summer                              | Меган Денрайт        |
| 2000      | ф   | Місія на Марс                                         | Mission to Mars                          | Террі Фішер          |
| 2000      | ф   | Гладіатор                                             | Gladiator                                | Луцилла              |
| 2002      | ф   | Фото за годину                                        | One Hour Photo                           | Ніна Йоркін          |
| 2002      | ф   | Демон-коханець                                        | Demonlover                               | Діана де Монкс       |
| 2003      | ф   | Загнаний                                              | The Hunted                               | Еббі Дюррелл         |
| 2003      | ф   | База «Клейтон»                                        | Basic                                    | Джулія Осборн        |
| 2004      | ф   | Брати                                                 | Brødre                                   | Сара                 |
| 2004      | ф   | Повернути відправнику                                 | Return to Sender                         | Шарлотт Корі         |
| 2005      | ф   | Великий рейд                                          | The Great Raid                           | Маргарет Утінскі     |
| 2005      | ф   | Крижаний урожай                                       | The Ice Harvest                          | Рената Хрест         |
| 2006      | ф   | Ситуація                                              | The Situation                            | Анна Моліньйо        |
| 2006      | с   | Закон і порядок: Спеціальний корпус                   | Law & Order: Special Victims Unit        | детектив Дани Бек    |
| 2007      | ф   | Битва в Сіетлі                                        | Battle in Seattle                        | Джин                 |
| 2008      | ф   | —                                                     | Danny Fricke                             | Денні Фрік           |
| 2009      | ф   | Сяйво веселки                                         | A Shine of Rainbows                      | Мейр                 |
| 2010      | ф   | Захоплення                                            | Kidnappet                                | Сюзанн               |
| 2011      | ф   | Остання любов на Землі                                | Perfect Sense                            | Дженні               |
| 2011—2012 | с   | Бос                                                   | Boss                                     | Мередіт Кейн         |
| 2012      | тф  | Хемінгуей та Геллхорн                                 | Hemingway & Gellhorn                     | висока блондинка     |
| 2013      | док | Галапагоська справа: Сатана в раю                     | The Galapagos Affair: Satan Came to Eden | баронеса фон Вагнер  |
| 2013      | ф   | Німфоманка                                            | Nymphomaniac                             | мати Джо             |
| 2014      | ф   | Три дні на вбивство                                   | Three Days to Kill                       | Крістін Реннер       |
| 2014      | ф   | На початок                                            | Return to Zero                           | доктор Клер Холден   |
| 2014      | с   | Послідовники                                          | The Following                            | Лілі Грей            |
| 2014      | ф   | Все щодо                                              | All Relative                             | Марен                |
| 2014—2015 | с   | Хороша дружина                                        | The Good Wife                            | Рамона Літтон        |
| 2015      | ф   | Втікач                                                | The Runner                               | Дебору Прайс         |
| 2015      | тф  | —                                                     | Unveiled                                 | Джоан Макаллен       |
| 2016      | ф   | Алі та Ніно                                           | Ali and Nino                             | княгиня Кіпіані      |
| 2016      | ф   | Визнання                                              | Le confessioni                           | Клер Сет             |
| 2016      | ф   | Дівчина-лев                                           | Løvekvinnen                              | місіс Грьоторнет     |
| 2016      | ф   | Стреттон: Перше завдання                              | Stratton                                 | Саммер               |
| 2017      | ф   | Диво-жінка                                            | Wonder Woman                             | королева Іполита     |
| 2017      | ф   | Ліга справедливості                                   | Justice League                           | королева Іполита     |
| 2018      | ф   | Шпигунська гра                                        | The Catcher Was a Spy                    | Коранда              |
| 2018      | с   | Свобода                                               | Liberty                                  | Катріна              |
| 2018      | с   | ФБР                                                   | FBI                                      | Еллен Солберг        |
| 2019      | с   | Ім'я мені Ніч                                         | I Am the Night                           | Коринна Ходів        |
| 2019      | ф   | —                                                     | Music, War and Love                      | Ліна                 |
| 2019      | ф   | Морські паразити                                      | Sea Fever                                | Фрейя                |
| 2020      | ф   | Темна спадщина                                        | Inheritance                              | Кетрін Монро         |
| 2020      | ф   | Диво-жінка 1984                                       | Wonder Woman 1984                        | королева Іполита     |
| 2021      | ф   | Ніхто                                                 | Nobody                                   | Бекка Менселл        |
| 2021      | с   | Ліга справедливості Зака Снайдера                     | Zack Snyder's Justice League             | королева Іполита     |
| 2021      | с   | Поруч зі мною                                         | Close to Me                              | Джо Хардінг          |
| 2022      | ф   | Тиждень у раю                                         | A Week in Paradise                       | Фіона                |
| 2023      | с   | Мрійниця                                              | Drømmeren                                | Карен Бліксен        |
| 2023      | ф   | Глибокий океан                                        | Ocean Deep                               | Мара                 |
| 2023      | ф   | Походження                                            | Origin                                   | Сабіна               |
| 2023      | ф   | Моя дружина кілер                                     | Role Play                                | Гвен Карвер          |
| 2024      | ф   | Гладіатор 2                                           | Gladiator 2                              | Луцилла              |
| 2025      | ф   | Ніхто 2                                               | Nobody 2                                 | Бекка Менселл        |